# Ilie Greavu
Ilie „Cauciuc“ Greavu (* 19. Juli 1937 in Sibiu; † 1. April 2007) war ein rumänischer Fußballspieler. Der Außenverteidiger bestritt 294 Spiele in der höchsten rumänischen Fußballliga, der Divizia A, und nahm an den Olympischen Spielen 1964 teil.

## Karriere
Greavu begann mit dem Fußballspielen in seiner Heimatstadt Sibiu. Im Jahr 1955 verschlug es ihn nach Bukarest, wo er fortan für Progresul CPCS Bukarest in der zweithöchsten Fußballliga, der Divizia A, spielte. Zu Beginn des Jahres 1957 erhielt er die Gelegenheit, zu einem der besten rumänischen Vereine der 1960er-Jahre, Rapid Bukarest, zu wechseln. Dort debütierte er am 28. August 1957 in der Divizia A.
Nachdem sich Greavu mit Rapid zunächst nur im Mittelfeld der Liga platzieren konnte, stieg das Team zu den besten Rumäniens auf und konnte mehrmals die Vizemeisterschaft erringen. Die Krönung von Greavus Karriere war dabei der erstmalige Gewinn der rumänischen Meisterschaft in der Saison 1966/67. Im Jahr 1971 beendete er seine aktive Laufbahn.

## Nationalmannschaft
Ilie Greavu bestritt zwischen 1961 und 1966 insgesamt 22 Spiele für die rumänische Fußballnationalmannschaft. Er debütierte am 14. Mai 1961 im Freundschaftsspiel gegen die Türkei. Der Höhepunkt seiner internationalen Laufbahn war die Teilnahme am Fußballturnier der Olympischen Spiele 1964 in Tokio, wo er in allen sechs Spielen über die gesamte Spielzeit zum Einsatz kam. Sein letztes Länderspiel bestritt er am 21. September 1966 gegen die DDR.

## Erfolge
- Teilnehmer an Olympischen Spielen: 1964
- Rumänischer Meister: 1967
- Rumänischer Vizemeister: 1964, 1965, 1966, 1970, 1971